# Pałac w Radostowie Średnim
Pałac w Radostowie Średnim – wybudowany w XVI w. w Radostowie Średnim.

## Położenie
Pałac położony jest we wsi w Polsce, w województwie dolnośląskim, w powiecie lubańskim, w gminie Lubań.

## Historia
Obiekt jest częścią zespołu pałacowego, w skład którego wchodzi jeszcze park.